# Minunthozetes tarmani
Minunthozetes tarmani är en kvalsterart som beskrevs av Feider, Vasiliu och Calugar 1971. Minunthozetes tarmani ingår i släktet Minunthozetes och familjen Punctoribatidae. Inga underarter finns listade i Catalogue of Life.